# Граф Еннеслі

Герб графів Еннеслі.

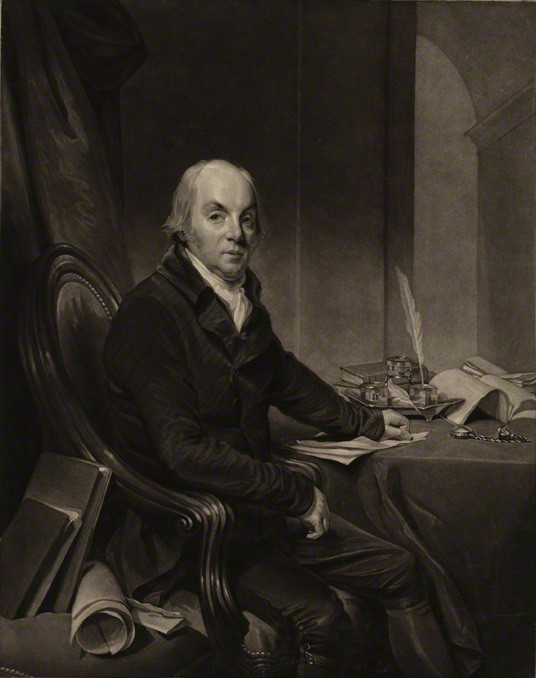
Річард Еннеслі (1745 – 1824) – ІІ граф Еннеслі.

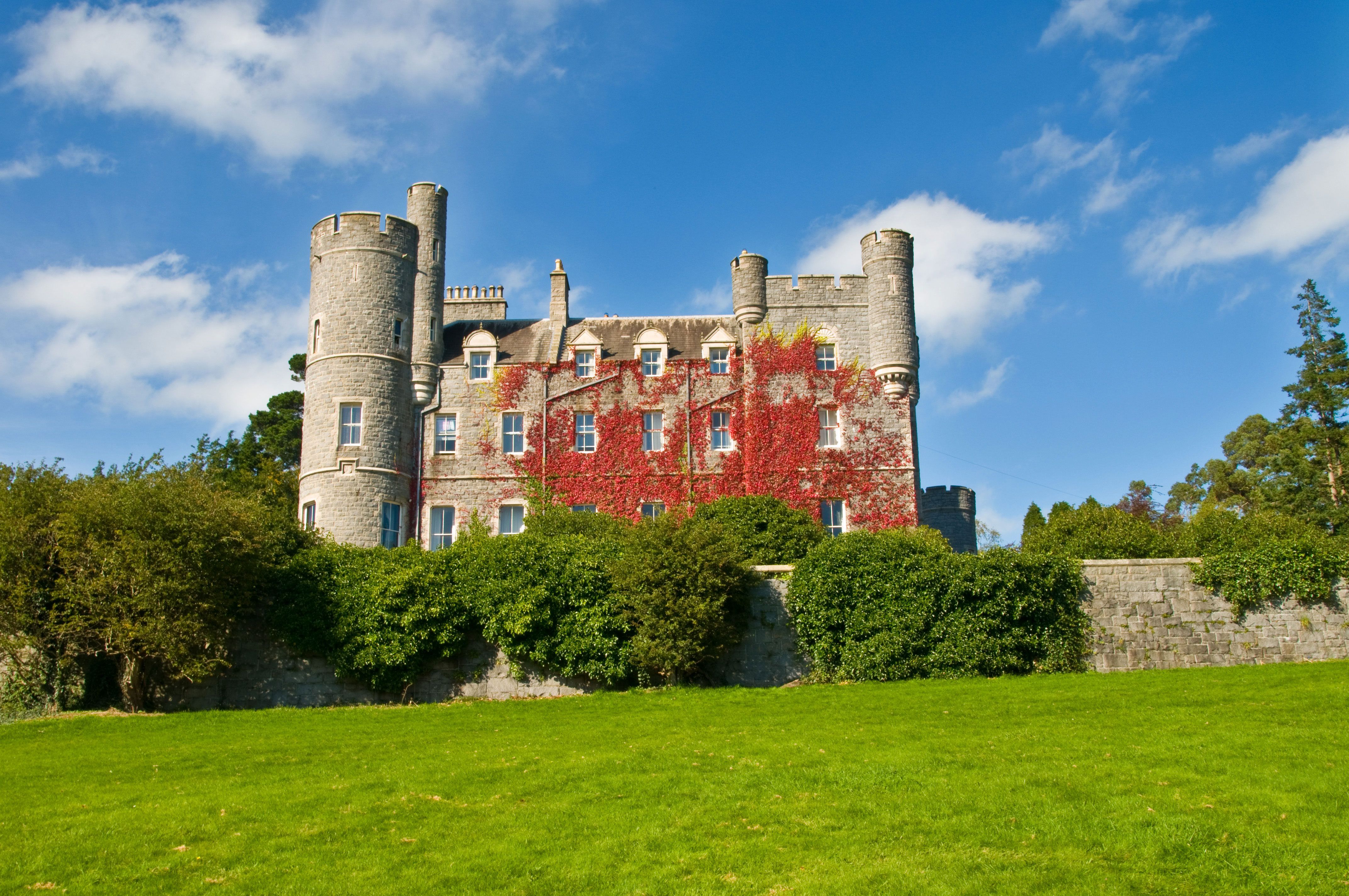
Замок Кастлвеллан.

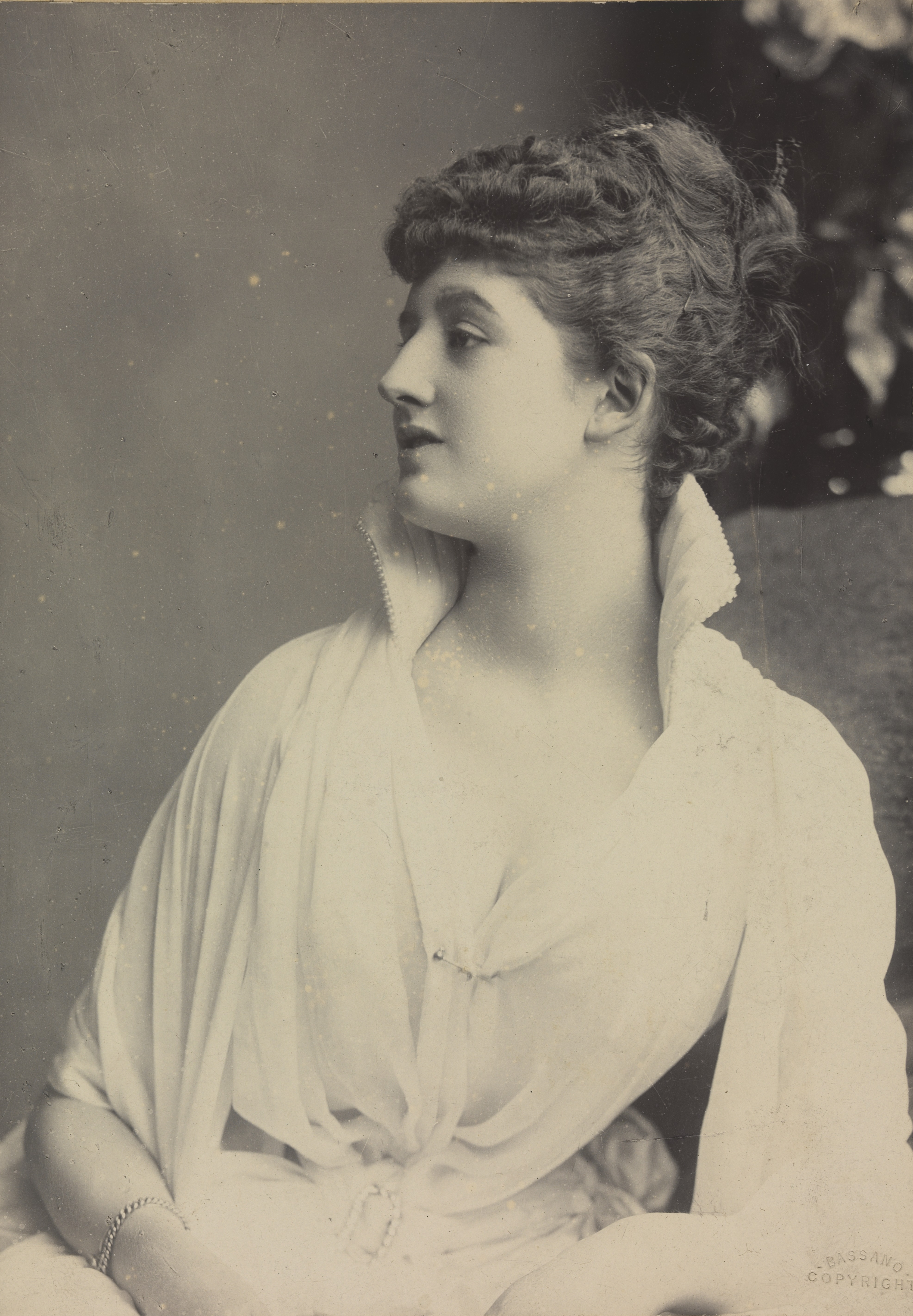
Прісцілла Сесілія ні Мур – графиня Еннеслі, дружина Х’ю Еннеслі (1831 – 1908) – V графа Еннеслі.

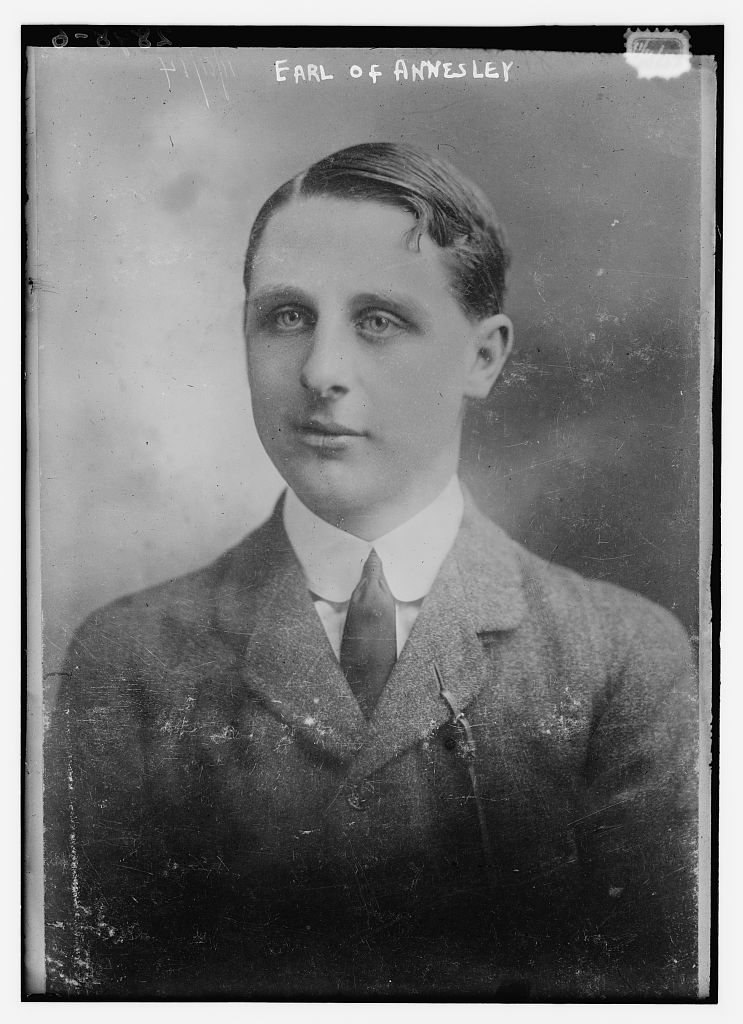
Френсіс Еннеслі (1884 – 1914) – VI граф Еннеслі.

Граф Еннеслі (англ. – Earl Annesley) – аристократичний титул в перстві Ірландії. 

## Гасло графів Еннеслі
VIRTUTIS AMORE – «За любов до чесноти» (лат.)

## Історія графів Еннеслі
Титул граф Еннеслі з Кастлвеллана, що в графстві Даун був створений в перстві Ірландії 17 серпня 1789 року для Френсіса Еннеслі – ІІ віконта Глеровлі і для його молодшого брата його ясновельможності Річарда Еннеслі. Френсіс Еннеслі був депутатом Палати громад парламенту Ірландії і представляв Даунпатрік. Він був сином Вільяма Еннеслі – І віконта Глеровлі та леді Енн Бересфорд - дочки Маркуса Бересфорда – І графа Тірон.
Титули барона Еннеслі з Кастлвеллана, що в графстві Даун та титул віконта Глеровлі з графства Фермана були створені в перстві Ірландії 20 вересня 1758 року і 14 листопада 1766 року відповідно для батька Френсіса Еннеслі – Вільяма Еннеслі, що був депутатом Палати громад парламенту Ірландії і представляв Мідлтон. 
У І графа Еннеслі було багато позашлюбних дітей, але не було законних синів. Титул успадкував його молодший брат – Річард Еннеслі, що став ІІ графом Еннеслі. Він був відомим ірландським політиком, депутатом парламенту Ірландії і представляв сім виборчих округ, обіймав посаду комісара митниць Ірландії. Лорд Річард Еннеслі здобув освіту в Трініті-коледжі, Дублін. Він був другим сином Вільяма Еннеслі – І віконта Глеровлі та леді Енн Бересфорд. Він успадкував титул графа, що був створений для його бездітного брата з правом успадкування, а також віконтство, яке було створено для його батька в 1802 році. Він був обраний депутатом палати громад і представляв Колрейн громад з 1776 по 1783 рік, а потім у Сент-Каніс до 1790 року. Згодом він представляв Ньютаунардс до 1798 року, коли лорд Еннеслі був обраний від Фор і Блессінгтона. Він вибрав останній виборчий округ і представляв його до 1800 року. У цьому році він балотувався від Клогера і Мідлтона, які він представляв до Акту про союз у 1801 році. Він служив Верховним шерифом Дауна в 1783 році. Він одружився з Енн Ламберт 25 вересня 1771 року і мав з нею шестеро дітей: 4 синів і 2 дочки.
Титул успадкував його старший син Вільям Еннеслі, що став ІІІ графом Еннеслі. Він був обраний депутатом Палати громад парламенту Великобританії і представляв Даунпатрік. Він здобув освіту в Трініті-коледжі в Дубліні. 19 травня 1803 року він одружився з леді Ізабеллою Сент-Лоуренса - дочкою Вільяма Сент-Лоуренса - ІІ графа Хоут, і мав з нею одну дочку: Леді Мері Еннеслі (бл. 1810 – 1837). Лорд Вільям Еннеслі розлучився з леді Ізабеллою Сент-Лоуренс згідно з актом парламенту в 1821 році. Потім він одружився з Прісциллою Сесілією Мур 15 липня 1828 року, з нею в нього було шестеро синів.
Після його смерті титули успадкував його старший син, що став IV графом Еннеслі. Він став депутатом Палати лордів парламенту Великобританії, належав до партії консерваторів, представляв Великий Грімсбі, був представником Ірландії в Палаті лордів в 1857 – 1874 роках. 
Він так і не одружився, титул успадкував його молодший брат, що став V графом Еннеслі. Він був військовим, потім депутатом парламенту, представляв графство Каван, належав до партії консерваторів. У 1877 – 1908 роках він був депутатом Палати лордів як представник Ірландії. У 1884 році від побудував замок «Мавританська вежа», але через сто років вона стала руїною. Ця лінія родини перервалася після смерті його єдиного сина – VI графа Еннеслі, що загинув під час Першої світової війни. Титул успадкував його двоюрідний брат, що став VII графом Еннеслі – він був сином його ясновельможності Вільяма Октавіуса Бречфорда Еннеслі – шостого сина ІІІ графа Еннеслі. Ця лінія родини теж перервалася після смерті його сина – VIII графа Еннеслі. Титул успадкував його троюрідний брат, що став ІХ графом Еннеслі. Він був праправнуком його ясновельможності Роберта Еннеслі – другого сина ІІ графа Еннеслі. 
На сьогодні титулом володіє ХІІ граф Еннеслі, що успадкував титул від свого старшого брата в 2011 році. 

## Віконти Глеровлі (1766)
- Вільям Еннеслі (бл. 1710 – 1770) – І віконт Глеровлі
- Френсіс Чарльз Еннеслі (1740 – 1802) – ІІ віконт Глеровлі (нагороджений титулом граф Еннеслі в 1789 році)

## Графи Еннеслі
- Френсіс Чарльз Еннеслі (1740 – 1802) – І граф Еннеслі
- Річард Еннеслі (1745 – 1824) – ІІ граф Еннеслі
- Вільям Річард Еннеслі(1772 – 1838) – ІІІ граф Еннеслі
- Вільям Річард Еннеслі (1830 – 1874) – IV граф Еннеслі
- Х’ю Еннеслі (1831 – 1908) – V граф Еннеслі
- Френсіс Еннеслі (1884 – 1914) – VI граф Еннеслі
- Уолтер Бересфорд Еннеслі (1861 – 1934) – VII граф Еннеслі
- Бересфорд Сесіл Бінгем Еннеслі (1894 – 1957) – VIII граф Еннеслі
- Роберт Еннеслі (1900 – 1979) – IX граф Еннеслі
- Патрік Еннеслі (1924 – 2001) – X граф Еннеслі
- Філіп Гаррісон Еннеслі (1927 – 2011) – XI граф Еннеслі
- Майкл Роберт Еннеслі (1933 р. н.) – XII граф Еннеслі

Спадкоємцем титулу є син нинішнього власника титулу – Майкл Стівен Еннеслі, віконт Глеровлі (1957 р. н.).